# Slottet (roman)
Slottet (tysk originaltitel: Das Schloss) är en ofullbordad roman av Franz Kafka som gavs ut postumt 1926. Kafka påbörjade boken 1922 men gav upp försöken att färdigställa den redan samma år. Den slutar mitt i en mening. Den första tryckta upplagan gavs ut på Kurt Wolff Verlag av Kafkas vän Max Brod.

## Handling
Huvudpersonen, som bara kallas för K., anländer en sen vinterkväll till en by belägen vid foten av ett slott. Han utger sig för att vara kallad att arbeta som lantmätare men byinnevånarna ställer sig tvivlande till detta då de inte anser sig behöva någon lantmätare. Ett telefonsamtal från slottet ger honom dock rätt att vistas i byn, vilket bekräftas av ett brev som överlämnas till K. av ett bud från slottet vid namn Barnabas. Brevet är undertecknat av en tjänsteman på slottet, Klamm, som hänvisar vidare frågor till byfogden som blir han närmast överordnade. K.s försök att följande dag komma till slottet misslyckas; han ser det på avstånd, men vägen är för lång och han tvingas vända om.
På det värdshus där slottsherrarna brukar hålla till när de besöker byn försöker K. förgäves att få tala med Klamm. Men han lär istället känna Frieda som serverar på värdshuset. K. tilldelas två medhjälpare och får veta att han ska arbeta som skolvaktmästare eftersom man inte har användning för en lantmätare. Tillsammans med sina medhjälpare och Frieda inkvarteras de i ett klassrum där de emellertid snart hamnar i konflikt med läraren och lärarinnan. K. avskedar sina medhjälpare, eftersom de sällan följer hans anvisningar och tycks uppvakta Frieda.
Vid ett besök i Barnabas familj får K. av Barnabas syster Olga höra en sorglig historia om att familjen hamnat i olycka sedan hennes syster Amalia avvisat en uppvaktning från en tjänsteman på slottet. När K. återvänder hem upptäcker han att Frieda har försvunnit; han får veta att hon gett sig iväg med hans medhjälpare eftersom K. visat så stort intresse för Barnabas systrar.
Senare på natten blir K. kallad till en slottstjänsteman på värdshuset men han hittar inte rätt dörr utan hamnar istället hos en annan tjänsteman, sekreterare Bürgel. Denne erbjuder sig att hjälpa K., men K. är så utmattad att han inte förmår att acceptera erbjudandet. Kort därefter slutar romanfragmentet.

## Tolkning
Liksom andra verk av Kafka handlar Slottet i hög grad om mänsklig alienation och absurd byråkrati. Men romanen har också tolkats som ett religiöst verk om människans sökande efter frälsning. Att det tyska ordet das Schloss kan betyda både slottet och låset kan ses som det mest uppenbara exemplet på de gåtfulla mångtydigheter, som präglar romanen.